# Щелкунов, Сергей Николаевич
Сергей Николаевич Щелкунов (род. 7 марта 1951) — российский ученый, специалист в области генетической инженерии, вирусологии, микробиологии и вакцинологии, профессор кафедры молекулярной биологии Новосибирского государственного университета (1991), советник Всемирной организации здравоохранения (ВОЗ) по изучению вирусов натуральной оспы и оспы обезьян (c 1992), заместитель директора Сотрудничающего центра ВОЗ по диагностике ортопоксвирусных инфекций и музея штаммов и ДНК вируса оспы при ГНЦ вирусологии и биотехнологии «Вектор» (c 1997), Соросовский профессор (1994—2001), член-корреспондент (1998) и действительный член РАЕН, секция биомедицины (2008). Один из авторов Большой Российской энциклопедии.

## Биография
- 1968—1973 — студент Новосибирского государственного университета (НГУ).
- 1973—1975 — стажер-исследователь Новосибирского института органической химии СО РАН СССР.
- 1975—1977 — младший научный сотрудник Всесоюзного НИИ молекулярной биологии Главного управления микробиологической промышленности при Совете министров СССР (ГНЦ ВБ «Вектор»).
- 1977—1993 — заведующий лабораторией ортопоксвирусов Государственного научного центра вирусологии и биотехнологии «Вектор» (ГНЦ ВБ «Вектор»).
- 1993—2019 — заведующий отделом геномных исследований Федерального бюджетного учреждения науки "Государственный научный центр вирусологии и биотехнологии «Вектор» (ГНЦ ВБ «Вектор»).
- С 2019 — главный научный сотрудник отдела геномных исследований ГНЦ ВБ «Вектор» Роспотребнадзора.
- Заместитель руководителя Сотрудничающего центра ВОЗ по диагностике ортопоксвирусов и репозитарию штаммов и ДНК вируса натуральной оспы (с 1997).
- В НГУ читает лекции авторских курсов «Вирусы и другие внехромосомные генетические элементы» (1980—1985), «Микробиология» (1984—2019), «Генетическая инженерия» (1985—2020).
- С 1991 — профессор кафедры молекулярной биологии НГУ.
- С 1992 — профессор по специальности «молекулярная биология».

## Достижения
Под руководством Щелкунова С. Н. впервые в мире расшифрованы и проанализированы полные геномы вирусов натуральной оспы, оспы обезьян и оспы коров, выделенных от больных людей; определены первые количественные параметры и создана модель молекулярной эволюции поксвирусов; выявлены вирусные гены белков-иммуномодуляторов, перспективных для разработки новых лечебных препаратов, получены продуценты таких белков вируса натуральной оспы и показана их эффективность на модельных животных при терапии септического шока и ревматоидного артрита; методами генетической инженерии получены противовирусные вакцины новейших поколений (направленно аттенуированные штаммы вируса осповакцины, ДНК-вакцины и съедобные вакцины на основе трансгенных растений); создана первая в мире живая аттенуированная культуральная вакцина четвёртого поколения ОртопоксВак для профилактики натуральной оспы и других ортопоксвирусных инфекций, которая получила государственную регистрацию РФ в ноябре 2022 г.; разработаны и внедрены в практику здравоохранения современные методы видоспецифичной ДНК-диагностики ортопоксвирусов, патогенных для человека.
Соросовский профессор (1994—2001).
Автор первого отечественного учебного пособия для университетов «Генетическая инженерия» (четыре издания).
Член Государственной аттестационной комиссии по биологии, Новосибирский государственный университет (1996—2008).
Лауреат премии Правительства РФ в области науки и техники (2005) за коллективную работу «Разработка, научное обоснование и внедрение системы защиты населения Российской Федерации от новых биологических угроз».
Член докторских диссертационных советов при ГНЦ вирусологии и биотехнологии «Вектор» (c 1991), при Институте химической биологии и фундаментальной медицины СО РАН (2000—2019), при Институте молекулярной и клеточной биологии СО РАН (с 2010).
Член редколлегии журнала «Молекулярная биология» (2002—2006), Academic Editor журнала PLOS ONE (с 2018), член редакционного совета (Topics Board Editors) журнала Viruses (c 2021).
Член секции по физико-химической биологии Экспертного совета Российского фонда фундаментальных исследований (РФФИ) (2004—2010; 2016—2018).
Член Экспертного совета по научным проектам, секция «Биология и науки о жизни» Российского научного фонда (2018—2024).
Эксперт РФФИ и РНФ.
Советник Консультативного комитета Всемирной организации здравоохранения по изучению вируса натуральной оспы (с 1999).
Под руководством Щелкунова С. Н. защищено 16 кандидатских и 4 докторские диссертации.
Награждён: Медаль «За трудовую доблесть» (1985), Премия Правительства РФ в области науки и техники (2005), Государственная научная стипендия для выдающихся ученых России (1994—2003), Почётные грамоты Министерства здравоохранения РФ (1998, 1999), Награда Биомедицинского центра (Санкт-Петербург) «За выдающийся вклад в молекулярную вирусологию» (2006), Почётные грамоты ГНЦ ВБ «Вектор» (2007, 2011 и др.), Почётные грамоты Новосибирского государственного университета (2009, 2011, 2016, 2019), Нагрудный знак «Отличник здравоохранения» (2011), Памятная медаль «90 лет Госсанэпидслужбе России» (2012), Почётная грамота Главы администрации наукограда Кольцово (2012, 2019), Нагрудный знак "Почетный работник ГНЦ ВБ «Вектор» (2017). Памятная медаль «95 лет Госсанэпидслужбе России» (2017), Юбилейная медаль «80 лет Новосибирской области» (2017), Нагрудный знак «Почетный работник Роспотребнадзора» (2024).

### Обзоры
1. Shchelkunova, G.A. and Shchelkunov, S.N. Smallpox, Monkeypox and Other Human Orthopoxvirus Infections. // Viruses. 2023, 15, 103. https://doi.org/ 10.3390/v15010103
2. Shchelkunov S.N. and Shchelkunova G.A. Genes that control vaccinia virus immunogenicity. // Acta Naturae. 2020. V. 12. No. 1. P. 33-41.
3. Щелкунов С. Н., Щелкунова Г. А. Нужно быть готовыми к возврату оспы. // Вопросы вирусологии. 2019. Т. 64(5). С. 206—214.
4. Olson V.A. and Shchelkunov S.N. Are we prepared in case of a possible smallpox-like disease emergence? // Viruses. 2017. V. 9, 242; doi:10.3390/v9090242
5. Shchelkunova G.A. and Shchelkunov S.N. 40 Years without smallpox. // Acta Naturae. 2017. V. 9. № 4. P. 4-12.
6. Shchelkunova G.A. and Shchelkunov S.N. Immunomodulating drugs based on poxviral proteins. // BioDrugs. 2016. V. 30(1). P. 9-16.
7. Непомнящих Т. С., Антонец Д. В., Щелкунов С. Н. Генотерапия артрита. // Генетика. 2016. 52. № 6. С. 625—640.
8. Орловская И. А., Цырендоржиев Д. Д., Щелкунов С. Н. Ревматоидный артрит: лабораторные модели заболевания. // Медицинская иммунология. 2015. Т. 17. № 3. С. 203—210.
9. Shchelkunov S.N. An increasing danger of zoonotic orthopoxvirus infections. // PLoS Pathogens. 2013. V. 9(12): e1003756.
10. Shchelkunov S.N. Orthopoxvirus genes that mediate disease virulence and host tropism. // Advances in Virology, 2012. vol. 2012, Article ID 524743, 17 pages. doi:10.1155/2012/524743.
11. Shchelkunov S.N. Emergence and reemergence of smallpox: the need in development of a new generation smallpox vaccine. // Vaccine. 2011. V. 29 Suppl. 4. P. D49-D53.
12. Щелкунов С. Н. Преодоление ортопоксвирусами защитных систем организма млекопитающих. // Молекуляр. биология. 2011. Т. 45. № 1. С. 30-43.
13. Щелкунов С. Н. Возможен ли возврат оспы? // Молекулярная медицина. 2011. № 4. С. 36-41.
14. Damon I., Meyer H., Shchelkunov S. Laboratory diagnostics for smallpox (variola virus). In: Scientific Review of Variola Virus Research, 1999—2010. World Health Organization. Geneva, Switzerland. 2010. P. 17-35.
15. McFadden G., Evans D., Shchelkunov S., Damon I. Variola genomics. In: Scientific Review of Variola Virus Research, 1999—2010. World Health Organization. Geneva, Switzerland. 2010. P. 37-52.
16. Shchelkunov S.N. Interaction of orthopoxviruses with the cellular ubiquitin-ligase system. // Virus Genes. 2010. V. 41. P. 309—318.
17. Shchelkunov S.N., Shchelkunova G.A. Plant-based vaccines against human hepatitis B virus. // Expert Rev. Vaccines. 2010. V. 9(8). P. 947—955.
18. Shchelkunov S.N. How long ago did smallpox virus emerge? // Arch. Virol. 2009. V. 154. P. 1865—1871.
19. Непомнящих Т. С., Щелкунов С. Н. Иммуномодулирующие белки поксвирусов как новые средства иммунокорректирующей терапии. // Молекуляр. биология. 2008. Т. 42, No. 5. С. 904—912.
20. Щелкунова Г. А., Щелкунов С. Н. Съедобные вакцины на основе трансгенных растений. // Молекуляр. медицина. 2008. № 2. С. 3-12.
21. Щелкунов С. Н. Молекулярные факторы вирулентности ортопоксвирусов. // Вестник РАМН, 1998. № 3. С. 24-29.
22. Howard, J., Justus, D.E., Totmenin, A.V., Shchelkunov, S. and Kotwal, G.J. Molecular mimicry of the inflammation modulatory proteins (IMPs) of poxviruses: evasion of the inflammatory response to preserve viral habitat. // J. Leukoc. Biol. 1998. 64, p. 68-71.
23. Щелкунов С. Н. Ортопоксвирусный геном. // Молекуляр. биология, 1996. т. 30, вып. 1, с. 5-32.
24. Shchelkunov S.N. Functional organization of variola major and vaccinia virus genomes. // Virus Genes, 1995. v. 10, p. 53-71
25. Рязанкина О. И., Щелкунов С. Н. Картирование генов вируса осповакцины. // Молекуляр. биология, 1993. Т. 27, вып. 2, с. 245—265.

### Монографии
1. Щелкунов С. Н. Клонирование генов. — Новосибирск: Наука. Сиб. отд-ние, 1986, 228 с.
2. Щелкунов С. Н. Конструирование гибридных молекул ДНК. — Новосибирск: Наука. Сиб. отд-ние, 1987, 168с.
3. Щелкунов С. Н. Генетическая инженерия: Учеб. пособие: В 2 ч. Ч. 1.- Новосибирск: Изд-во Новосиб. ун-та, 1994. — 304 с.
4. Щелкунов С. Н. Генетическая инженерия: Учеб. пособие: В 2 ч. Ч. 2.- Новосибирск: Изд-во Новосиб. ун-та, 1997. — 432 с.
5. Маренникова С. С., Щелкунов С. Н. Патогенные для человека ортопоксвирусы. М., Товарищество научных изданий КМК. 1998. 386 с.
6. Щелкунов С. Н. Генетическая инженерия: Учеб.-справ. пособие. — 2-е изд., испр. и доп. — Новосибирск: Сиб. унив. изд-во, 2004. — 496 с.
7. Shchelkunov S.N., Marennikova S.S., Moyer R.W. (2005). Orthopoxviruses Pathogenic for Humans. — Springer. Berlin, Heidelberg, New York. 425 p.
8. Онищенко Г. Г., Пальцев М. А., Зверев В. В., Иванов А. А., Киселев В. И., Нетесов С. В., Северин С. Е., Семенов Б. Ф., Сергиев В. П., Щелкунов С. Н. Биологическая безопасность. — М.: ОАО Издательство «Медицина». — 2006. — 304 с.
9. Щелкунов С. Н. Генетическая инженерия: Учеб.-справ. пособие. — 3-е изд., испр. и доп. — Новосибирск: Сиб. унив. изд-во, 2008. — 514 с.
10. Щелкунов С. Н. Генетическая инженерия: Учеб.-справ. пособие. — 4-е изд., стер. — Новосибирск: Сиб. унив. изд-во, 2010. — 514 с.
11. Бабкина И. Н., Бачинский А. Г., Беланов Е. Ф., Булычев Л. Е., Гаврилова Е. В., Дроздов И. Г., Кочнева Г. В., Максютов Р. А., Непомнящих Т. С., Онищенко Г. Г., Ставский Е. А., Тикунова Н. В., Щелкунов С. Н. 30 лет после ликвидации оспы: исследования продолжаются / под ред. Г. Г. Онищенко, И. Г. Дроздова. — Кольцово: Информ-Экспресс, 2010. — 284 с.
12. Орловская И., Сенников С., Щелкунов С. Биологические эффекты вирусного TNF-связывающего белка. Palmarium Academic Publishing. 2012. — 108 с.
13. Агафонов А. П., Щелкунов С. Н., Локтев В. Б., Терновой А. Г., Пьянков О. В., Шиков А. Н., Сергеев А. А., Полтавченко А. Г., Петров В. С., Яшина Л. Н., Михеев В. Н., Сергеев А. Н. (2013). Особо опасные вирусные инфекции. В кн.: Лабораторная диагностика опасных инфекционных болезней. Практическое руководство / под. ред. Г. Г. Онищенко, В. В. Кутырева. — Изд. 2-е, переработанное и дополненное. — М.: ЗАО «Шико», с. 318—420.

### Статьи в энциклопедиях
- Shchelkunov S.N., Marennikova S.S., Kotwal G. (2001). Cowpox virus. In: Wiley Encyc. of Molecular Medicine. John Wiley & Sons, Inc. (Ed.) V. 2, P. 922—924.
- Щелкунов С. Н. (2006). Генетическая инженерия. В кн.: Большая Российская энциклопедия. — Москва. Научное изд-во «Большая Российская энциклопедия». Т. 6. С. 554—556.
- Щелкунов С. Н. (2014). Оспы натуральной вирус. В кн.: Большая Российская энциклопедия. — Москва. Научное изд-во «Большая Российская энциклопедия». Т. 24. С. 572.
- Щелкунов С. Н. (2014). Поксвирусы. В кн.: Большая Российская энциклопедия. — Москва. Научное изд-во «Большая Российская энциклопедия». Т. 26. С. 616—617.

### Научно-популярные статьи
- Щелкунов С. Н. (1995). Вирус натуральной оспы — источник новых медицинских препаратов. // Соросовский образовательный журнал. № 1, с. 28-31.
- Щелкунов С. Н. (1998). Противовирусные вакцины — от Дженнера до наших дней. // Соросовский образовательный журнал. № 7. С. 43-50.
- Щелкунов С. Н. (1999). Эпидемия СПИДа. // Соросовский образовате-льный журнал. № 11. С. 22-28.
- Щелкунов С. Н. (2001). Нитевидные фаги E.coli — молекулярные векторы генетической инженерии. // Соросовский образовательный журнал. Т. 7, № 8, С. 2-6.
- Щелкунов С. Н. (2001). Разработка вакцин против вируса иммунодефицита человека. // Соросовский образовательный журнал. Т. 7, № 10, С. 1-7.
- Щелкунов С., Саляев Р. (2004). Вакцины завтрашнего дня. // Наука из первых рук. № 2 (3). С. 56-61.
- Щелкунов С. Н. (2006). Вирус оспы может быть … полезен. // Наука в России. № 2. С. 31-35.
- Щелкунов С. Н. (2008). Съедобные растительные вакцины. // Наука в России. № 6. С. 31-35.
- Щелкунов С. Н. (2012). Оспа — дамоклов меч цивилизаций. // Наука из первых рук. № 6 (48). С. 96-109.
- Щелкунов С. Н. (2013). Вирус натуральной оспы: зло во благо. // Наука из первых рук. № 3 (51). С. 22-29.
- Щелкунов С. Н. (2024). 50 лет у речки Забобурихи, или Как начинался «Вектор». // Наука из первых рук. № 2 (100). С. 6-23.
- Щелкунов С. Н. (2024). Оспа под контролем. // Наука из первых рук. № 2 (100). С. 40-59.